# Slime (Dragon Quest)
Slime (スライム?, Suraimu) è un personaggio immaginario della serie di videogiochi Dragon Quest. Introdotto nel 1986 come personaggio non giocante in Dragon Quest, la creatura è diventata una mascotte della saga, comparendo in numerosi titoli, anche non appartenenti al franchise.

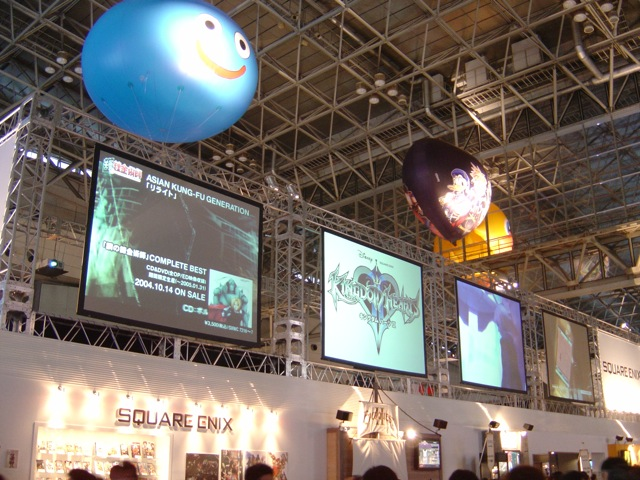
Palloncino a forma di Slime allo stand Square Enix durante il Tokyo Game Show

Ispirato a uno dei mostri presenti nella serie Wizardry, Slime è stato ideato da Yūji Horii, creatore della serie, e Akira Toriyama. È stato proprio il mangaka giapponese a dare la forma di goccia alla creatura.

## Aspetto e caratteristiche

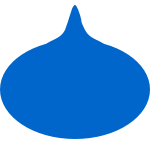
Silhouette della creatura

Lo Slime ha la forma di una goccia blu e possiede un corpo gelatinoso. Ha sempre un sorriso stampato in faccia ed essendo privo di braccia e gambe cammina saltellando. Non tutti gli slime sono nemici, altri sono innocui e condividono volentieri qualche chiacchiera.

## Forme
Esistono diverse forme dello Slime:
- Slime: la forma classica.
- Slime Arancione: uguale alla forma classica, ma di un arancione acceso.
- Bollaslime: ha la forma di una pozzanghera verde, ma con il solito sorriso e qualche bollicina che fluttua, è in grado di avvelenare un personaggio.
- Dottor Slime: dalla goccia blu sono scesi dei tentacoli ed ha la forma di una medusa.
- Slime Grigio: è una forma molto rara dato che può fruttare molti punti esperienza, tuttavia, essendo il suo corpo di un argento metallico, non tutti gli attacchi vanno a segno e tende parecchie volte a fuggire. Come se non bastasse ogni attacco gli infliggerà solo 1 punto, a meno che non si usino mosse speciali.
- Paladino Slime: in questo caso il nemico non è uno Slime, ma un cavaliere che lo cavalca. Quest'ultimo indossa un'armatura ed un elmo bianchi, per cui non è possibile vedere chi è, impugna una spada ed uno scudo dorato con sopra raffigurato uno Slime, inoltre, come già detto, cavalca uno Slime Verde.
- Liquislime: è la versione metallica del Bollaslime ed anch'esso, come il suo "fratellino", frutta molti punti esperienza e tende ad evitare gli attacchi e fuggire.
- Cavaliere Slime: è simile al Paladino Slime, ma con un'armatura verde e lo scudo di bronzo. Cavalca uno Slime Grigio.
- Re Slime: se 8 Slime sono tutti in campo si possono unire in un unico Slime gigante, con tanto di corona.
- Re Curaslime: uguale al Re Slime tranne per il colorito verde. Non viene creato da una fusione di Slime Verdi.
- Slime Nero: uguale allo Slime classico, ma di un nero intenso. È "scolorito" perché si trova, in Dragon Quest VIII, nel mondo dell'oscurità, e successivamente quasi ovunque.
- Re Slime Grigio: il mostro più raro di tutti e come già intuito è la versione regale dello Slime Grigio e quindi anch'esso frutta molti punti esperienza, ma schiva molti attacchi e tende a fuggire. Se si riesce a batterlo ci si può considerare molto fortunati.
- Medusa: simile al Dottor Slime, ma con il corpo più chiaro e i tentacoli indaco.

## Apparizioni fuori dalla serie
Slime è un personaggio giocante nel videogioco sportivo Mario Sports Mix, sviluppato da Square Enix per Wii. Appare come personaggio giocabile anche in Dragon Quest & Final Fantasy in Itadaki Street Special e Dragon Quest & Final Fantasy in Itadaki Street Portable.
Nel manga Sand Land, scritto e disegnato dallo stesso Akira Toriyama, uno Slime appare nel primo capitolo come uno dei demoni al servizio di King Lucifer: la sua apparizione è tuttavia postuma, poiché viene presentato già morto per essersi addormentato al sole nella calura del deserto.